# Gianni Agus
Gianni Agus, né à Cagliari le 17 août 1917 et mort à Rome le 4 mars 1994, est un acteur italien.
Il est apparu dans 64 films entre 1938 et 1991.

## Filmographie partielle
- 1953 :
  - Une fille formidable ( Ci troviamo in galleria) de Mauro Bolognini
  - Pattes de velours (L'incantevole nemica) de Claudio Gora
- 1961 : 
  - Les Deux Brigadiers (I due marescialli) de Sergio Corbucci
  - Pesci d'oro e bikini d'argento de Carlo Veo
- 1962 : Un beau châssis (I motorizzati) de Camillo Mastrocinque
- 1968 : La più bella coppia del mondo de Camillo Mastrocinque
- 1973 : Rapt à l'italienne (Mordi e fuggi) de Dino Risi
- 1974 : Il trafficone de Bruno Corbucci
- 1976 : On a demandé la main de ma sœur (La pretora) de Lucio Fulci
- 1981 :
  - Fracchia la belva umana de  Neri Parenti
  - Chambre d'hôtel (Camera d'albergo) de Mario Monicelli